# Arroz con frijoles
El arroz con frijoles (también llamado arroz con habichuelas, arroz con judías, arroz y habas, etcétera; arroz e feijão o feijão com arroz en portugués, diri ak pwa en criollo haitiano, avas kon arroz o avikas kon arroz en judeoespañol) es un plato muy popular en América Latina, el Caribe y las comunidades latinas, sefardíes y caribeñas de otros países. Debido a la naturaleza básica de sus ingredientes, existen recetas del plato en muchas partes del mundo.

## Descripción
El plato suele consistir en arroz blanco acompañado de frijoles marrones, rojos o negros (típicamente Phaseolus vulgaris o Vigna unguiculata) y condimentado de diversas formas, según la región. En Brasil, por ejemplo, las judías negras son más populares en Río de Janeiro, Río Grande del Sur y Santa Catarina, mientras en la mayoría del resto del país se usan solo en las feijoada. La especialidad de Nueva Orleans conocida como red beans and rice se acompaña a menudo con salchicha ahumada o una chuleta de cerdo frita.
A grandes rasgos existen tres variantes de plato:
- Arroz y frijoles cocinados dentro de la misma olla: Arroz con gandules, gallopintos centroamericanos, congrí y platos similares.
- Arroz y frijoles cocinados separadamente y mezclados al final en una olla:  Platos tipo "calentado", tacu tacu y similares.
- Arroz y frijoles cocinados separadamente y servidos en el plato sin mezclar:  Feijoada, bandeja paisa, pabellón criollo y similares.

En México pueden ser frijoles "de la olla" (hervidos, simplemente en agua abundante, con un poco de sal y puede llevar epazote, cebolla, ajo, etc.) y arroz blanco, es decir tipo Morelos hervido. Se sirve cada uno en un lado del plato. Es práctico, económico, abundante, sencillo.
En muchas zonas, el arroz y los frijoles se sirven a menudo uno junto a los otros, en lugar de mezclados. En cualquier caso, puede considerar un plato principal o un acompañamiento para carne o pollo. A veces se ponen carne u otros ingredientes encima del arroz con frijoles, o (menos frecuentemente) se mezcla con él.

## Historia
A diferencia de diversas variedades de frijol, el arroz no es originario de América, sino que fue introducido en el Caribe y Sudamérica por los colonos europeos, llevando los colonos españoles el arroz asiático a la Nueva España en la década de 1520, al puerto de Veracruz aproximadamente durante la misma época que los portugueses y sus esclavos africanos al Brasil colonial. Estudios más recientes sugieren que los esclavos africanos desempeñaron un papel más activo en la consolidación del arroz en el Nuevo Mundo y que el arroz africano fue un cultivo importante desde la primera época.
En cualquier caso, los platos de variedades de arroz y frijol fueron una comida básica entre los pueblos de África Occidental, y lo siguieron siendo entre sus descendientes esclavos en las colonias españolas americanas y en el resto de las Américas.

## Importancia
Aunque simple, el plato es muy nutritivo y las propiedades nutritivas de ambos componentes se complementan. El arroz es rico en almidón, una fuente excelente de energía, y también tiene hierro, vitamina B y proteína. Los frijoles también son ricos en proteína, y contienen una buena cantidad de hierro y otros minerales necesarios, proporcionando el consumo conjunto con arroz todos los aminoácidos esenciales. Una autoridad dice:

El arroz y los frijoles son una pareja inseparable de alimentos básicos para millones de latinoamericanos, partes de Centroamérica, el Caribe y la zona montañosa andina, es parte integrante del plato tipico de Cuba. Se consuman separados o juntos, estos cultivos aparecen prominentemente en la dieta humana y en las economías nacionales de toda la región, y las tendencias en su producción son un asunto de relevancia inmediata para prácticamente todos sus habitantes.

Además, el arroz y los frijoles son ingredientes comunes y asequibles, estando disponibles incluso en épocas duras. Un nicaragüense explicaba la vida tras el Huracán Mitch diciendo:

Para desayunar tenemos frijoles y arroz. Para almorzar tenemos arroz y frijoles. Para cenar tenemos arroz y frijoles mezclados.

## Variantes

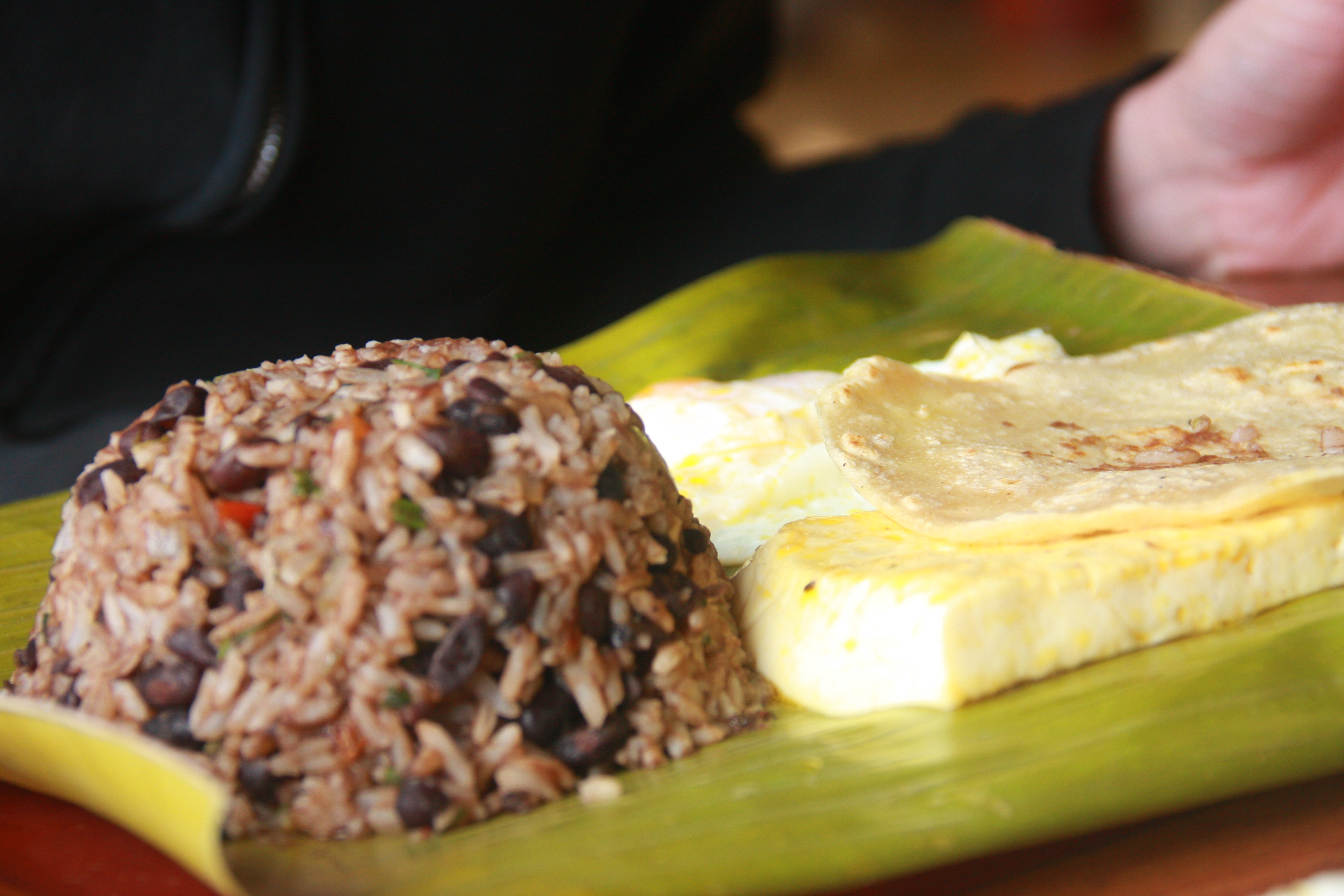
Gallo pinto típico del Valle Central de Costa Rica

En América, desde México y las Antillas hasta Ecuador y Brasil, existen diversos platos a base de arroz y frijoles, que varían según su cocción y el uso de ingredientes adicionales. En otros países y zonas del Caribe existe una variante conocida como «rice and beans» («arroz y frijoles»), en la que los ingredientes son cocinados en leche de coco. También existen variantes que utilizan otras leguminosas junto con el arroz. «Casamiento» es la versión Centroamericana de la versión Española:
- Moros y cristianos o «matrimonio» que se dice que proviene de España que es arroz con alubias o frijoles.

Por lo general, suele llevar la misma cantidad de arroz que de frijoles.
- Caribe: «rice and beans», un platillo que se encuentra en las islas del Caribe así como en las costas caribeñas de America Central como Costa Rica, Guatemala, Honduras, Nicaragua y Panamá y las islas de San Andrés y Providencia. incluye leche de coco, plátano y se suele acompañar de una ensalada, pollo o pescado.[6]
- Chile: «arroz con porotos».
- Colombia: «calentao»
  - «Arroz de fríjol cabecita negra», una versión de la Región Caribe de Colombia.
  - «Bandeja paisa», la versión de la Región Paisa de Colombia.
  - San Andrés y Providencia (islas): «rice and beans»

- Costa Rica: «gallo pinto» y «rice and beans», la variante caribeña con leche de coco.
- Corea del Sur: «Kongbap», una receta de coreana de arroz y frijoles.
- Cuba: «congrí» La palabra congrí viene del francés "congriz" (arroz congo) nombre con el cual le bautizaron los franceses llegados a Haití, al oriente de Cuba. El congrí puede ser tanto con frijoles negros (también llamado moros) como de frijoles colorados y su preparación es diferente a la del gallo pinto, ya que se cocinan primero los frijoles con cebolla, ají verde, ajo, tomate, hoja de laurel, toque de comino y orégano, sal, y vino seco, luego antes de que ablanden totalmente, se agrega el arroz crudo, dejando que cuezan juntos, hasta que consuman el caldo y el arroz quede seco y suelto. También se preparan los frijoles en su caldo con el arroz aparte, cuyo nombre es arroz con potaje de frijoles, negros o colorados. Cualquiera de ellos (como todo plato típico) juegan, junto al lechón asado, un papel protagónico en la cena cubana de Navidad, también suelen comerse en cualquier época del año. Es bueno destacar que el congrí se prepara con frijoles rojos, mientras que si se hace con frijoles negros se le da el nombre de «moros y cristianos» o «moros con cristianos».
  - Moros y cristianos, una versión cubana.

- El Salvador: «casamiento». A pesar de no tener costa caribeña, este plato es muy típico en El Salvador.
- Estados Unidos: «Hoppin' John», el plato equivalente del sur de los Estados Unidos. También red beans and riceun platillo típico de Louisiana.

- Guatemala: «casado», en algunas partes también se le dice gallo pinto, casamiento(en regiones fronterizas con El Salvador y Honduras) y también «arroz y frijoles».
  - En la costa caribeña y partes del oriente o este de Guatemala, recordando que principalmente se le conoce como gallopinto. ―Izabal― se lo conoce como «rice and beans» (‘arroz y frijoles’), e incluye coco.

- Honduras: «casamiento».

En la costa caribeña: «arroz y frijoles».
- India: «Rajma», un plato de frijoles indios que suele servirse con arroz.

- Jamaica: «rice and beans» (‘arroz y frijoles’).

- México: «pispiote», «arroz con frijoles».
  - Casamiento, una versión de Veracruz en México.
  - Morisqueta, arroz blanco con frijoles acompañado de pollo en salsa roja dulce o picante, versión de la región de Tierra Caliente y del resto de Michoacán y Guerrero.

- Nicaragua: «gallo pinto»

- Panamá: De acuerdo al tipo de frijol utilizado se le suele llamar «arroz con porotos», «arroz con guandú», «arroz con frijol colorao», «arroz con quimbolitos», «arroz con chiricanos», «arroz con desayuno», «arroz con habas», etc.
  - En la costa caribeña ―Colón, Bocas del Toro― se lo conoce como «rice and beans» (‘arroz y frijoles’) y se prepara con leche de coco. La versión más conocida es con frijol guandú o gandul, igual que en Puerto Rico y República Dominicana.

- Paraguay: «arroz con poroto», «cumandá arró» (en guaraní)

- Perú: «calentado»; y su variante especial: el «tacu-tacu».

- Puerto Rico: «arroz con habichuelas». La versión más conocida es con frijol gandul, igual que en Panamá y República Dominicana.
  - Arroz con gandules

- República Dominicana: «moro». La versión más conocida es con frijol gandul, igual que en Panamá y Puerto Rico.
  - Moros de guandules con coco, una versión dominicana y jamaicana.

- Venezuela:  «pabellón criollo».  Lleva como base arroz, caraotas o fríjoles negros refritos y carne mechada bien sazonada, todo rodeado con tajadas de plátano maduro frito. En los llanos venezolanos y la región de Guayana hay un plato de arroz con frijoles llamado palo a pique, que suele tener algo de carne en cuadros pequeños, sea de carne seca, de cerdo o una combinación. Cuando se trata de un plato simple de arroz y frijoles se le llama "arroz con caraotas" (coloquialmente conocido como "almuerzo de pobre" ya que es más común en familias de escasos recursos).